# 和気藹藹
| ウィキペディアには「和気藹藹」という見出しの百科事典記事はありません（タイトルに「和気藹藹」を含むページの一覧/「和気藹藹」で始まるページの一覧）。 代わりにウィクショナリーのページ「和気藹藹」が役に立つかもしれません。 |